# Северен сеносъбирач
Северен още сибирски сеносъбирач (Ochotona hyperborea) е вид бозайник от семейство Пики (Ochotonidae).

## Разпространение
Видът е разпространен в Китай (Вътрешна Монголия, Дзилин, Ляонин и Хъйлундзян), Монголия, Русия (Амурска област, Бурятия, Иркутск, Камчатка, Краснодар, Магадан, Приморски край, Сахалин, Тува, Хабаровск, Читинска област и Якутия), Северна Корея и Япония (Хокайдо).